# 河中地区

图中Transoxanien为“河中地区”，Choresmien为“花剌子模”，Chorasan为“大呼罗珊”

河中（英語：Transoxiana）指中亚锡尔河和阿姆河流域以及泽拉夫尚河流域，包括今乌兹别克全境和哈萨克西南部。河中为古代欧亚陆路主商道丝绸之路重要通道；自波斯帝国（前559—前336年）時期開始，该地区先后被希腊、突厥、唐朝、阿拉伯帝国、萨曼王朝、喀喇汗王朝、西遼、花剌子模、察合台汗国、帖木儿帝国等统治。
河中地區 Transoxiana / ˌtɹænsɔk͡sɪˈænə /（也拼寫為Transoxania），在阿拉伯語中稱為 MāWarāʾan-Nahr（阿拉伯語：ما وراء النهر‎, [ˈmaː waˈraːʔ anˈnahr] – “過了阿姆河（Oxus [river]）以外的地方”）在波斯語則稱為 Farârud（波斯語：فرارود，[fæɾɒːˈɾuːd̪]-“超出阿姆河（[Amudarya] river）以外的地方”），是中亞裡面一個區域的古稱，大約包括現代的烏茲別克，塔吉克，吉爾吉斯南部，和哈薩克西南部。在地理上，它是阿姆河與錫爾河之間的地區。 古代伊朗人將該地區稱為圖蘭（Turan）（波斯民族史詩《列王紀》Shahnameh），羅馬人將該地區稱為「外索克薩尼亞」（Transoxania，阿姆河以外的土地）。阿拉伯人稱為 “Māwarāʼ an-Nahr”（河流以外的土地），這名詞導入波斯語文學中，並一直持續到後蒙古時代。

## 历史

### 古代
該地區是波斯阿契美尼德王朝的總督（satrapies）（省）治理區域之一，稱為粟特（Sogdiana）。它在薩珊帝國統治之前,先後依序被塞琉古帝國，希臘-巴克特里亞王國，安息帝國和貴霜帝國統治。從薩珊帝國開始，粟特（Sogdiana）這個名稱在伊朗的古典世界中使用，來和伊朗本身，特別是和伊朗東北部的呼羅珊省有所區別 - 儘管早期的阿拉伯歷史學家和地理學家傾向於將該地區納入寬鬆定義的名稱“呼羅珊”之中，以表示更大的區域。 花剌子模（Khwarazm，唐称货利习弥），粟特（Sogdiana），石汗那（Chaghaniyan）， 和骨咄 （Khuttal） 的領土位於河中地區的南部。塔什干 （Chach，唐称石国），烏什魯薩那 （Osrushana，唐稱曹國）和費爾干納（Farghana，唐称拔汗那）位於北部。
河中地區的主要城市和文化中心是撒馬爾罕和布哈拉。兩者都在河中地區的南部（儘管仍然在阿姆河的北部，在澤拉夫尚河 （Zeravshan）河邊，該地區的大部分地區都是乾燥但肥沃的平原。在伊斯蘭教徒征服伊朗之後，這兩個城市仍然是波斯文化和文明的中心，並在薩曼尼德帝國建立後的波斯文化復興中發揮了關鍵作用。
在古波斯的阿契美尼德王朝之前，这里是米底亚王国（前678—前553）的领土。河中在亚历山大大帝东征以前为阿契美尼德王朝之地。公元前3—1世纪为希腊人的大夏所统辖，由於亞歷山大大帝的征伐功勳，河中地區（Transoxiana）這個名字一直留存在西方意識中，亞歷山大大帝在公元前4世紀入侵，將希臘文化擴展到這個地區。亞歷山大的繼任者繼而建立了希臘-巴克特里亞王國，在河中地區導入獨特的希臘文化，存在了200多年。位於阿富汗北部阿姆河上的艾哈努姆（Ai Khanoum）遺跡仍然是唯一被發現，並廣泛發掘的希臘-巴克特里亞王國城市。
此后，该地区又被阿萨息斯王朝（安息帝国）（前238—224）与贵霜帝国占领。中國探險家張騫在公元前126年訪問了巴克特里亞和帕提亞的鄰國，也訪問了河中地區，發表了已知是中國首次有關該地區的報導。張騫明確地將帕提亞視為擁有先進的城市文明，它種植穀物和葡萄，並鑄造銀幣和製作皮革製品。
大约到440年时，河中在恹哒（Hephthalite）（大月氏王寄多罗的后裔，424—558年）与萨珊王朝（224—651年）之间易手；薩珊帝國在當地的統治在5世紀末被恹哒人入侵而中斷，直到公元565年它才重歸薩珊帝國。在波斯薩珊帝國時期，它通常被稱為粟特，這是從阿契美尼德帝國時期就有的一個省名，用來將其與附近的巴克特里亞有所區分，由於北部絲綢之路帶來的財富，該地區成為主要的文化中心。

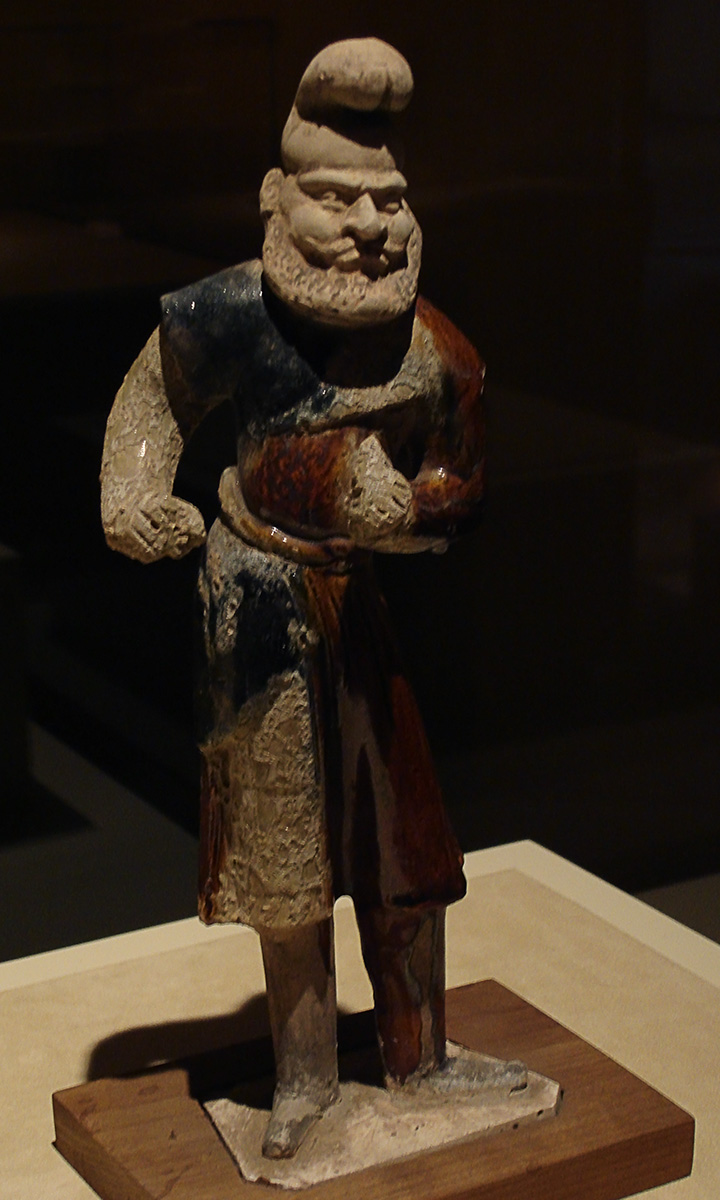
中國唐朝時期（公元618年-907年）的唐三彩粟特馬夫陶像

之后，它受到古突厥（Göktürks）（西突厥）的統治。穆斯林入侵波斯後，許多波斯貴族和地主逃到這地區。唐朝平息阿史那贺鲁之乱后，在此区域设置都护府，册昭武九姓羁縻。永徽年间，以康国为康居都护府（别称河中府），以史国为佉沙州。显庆年间，以安國王為安息州刺史。唐显庆三年（658年）米国置南谧州，授其君昭武开拙为刺史。此後，此地隶属唐朝安西大都护府，直到公元705年至715年間阿拉伯人征服此地為止，該地區被稱為 Māwarāʼ al-Nahr（阿拉伯語，“河流以外的土地”），有時也被稱為“Mavarannahr”。
667年 倭马亚王朝的势力自北向南渡过乌浒河，开始将影响扩张至其中部分地区，并一直统治到747年。公元706年至715年間將領屈底波·伊本·穆斯林担任负责该地区经营与扩张事务的呼羅珊总督。此后，在公元715至738年間被倭馬亞王朝鬆散的統治。最後一任的總督奈斯尔·伊本·赛耶尔在公元738年至740年之間鞏固了這一地區的統治，倭馬亞王朝对這個地區的控制持續到公元750年，751年的怛逻斯之战以后，由阿拉伯帝国阿拔斯王朝统治。唐朝在此期间仍控制著該地區的東部地區，直到大約同一時間，發生安史之亂後而結束控制。

公元8世纪的河中地区

840年漠北霍尔回鹘汗国覆灭后，由西迁西域的回鹘人汇同其他操突厥语诸族的十箭回纥和样磨钟云等建立的君主制政权，前者以高昌（西州）地区为中心，后者控制包括天山南部、于阗、河中等广大地区。 　　
10世纪，波斯萨曼王朝（819—999年）（布哈拉为首都）统治。突厥乌古斯人阿弗剌昔牙卜家族的后裔在870年于锡尔河（药杀水三角洲）三角洲建立的喀喇汗国（870—1212年）阿尔斯兰·伊列克·纳斯尔侵入河中于999年10月23日进入布哈拉，监禁了马立克，吞并河中地区。 　
1032年，阿里特勤仍去世后，喀喇汗国的另一支贝里特勤（桃花石汗）占据河中。11世纪时期，河中地区属于喀喇汗国的领域，乌浒河以南今阿富汗之地则属于加兹尼王朝（962—1187）。 　　
1124年（1128年？），契丹人建立的辽朝皇族耶律大石率众西迁，打败喀喇汗国后在伊塞克湖流出河流的楚河河畔的托克马克建立西辽，河中地区为西辽附属国花剌子模沙朝（1194—1220年）领地。1200年阿拉乌丁·摩诃末即位，他以1206年桑扎儿灭里起义推翻布尔罕王朝为由大約在1210年8月份—9月份後的短暂时期内完全占领了河中地区，一直到1219年底。
13世纪蒙古帝国扩张后，占据河中地区，并先后在撒马儿罕设阿姆河行中书省，管辖河中地区。蒙古帝国創始人成吉思汗於公元1219年入侵河中地區，灭亡花剌子模，他在公元1227年去世之前，他將中西部的土地分配給了他的第二個兒子察合台，該地區被稱為察合台汗國。1360年察合台汗国分裂为东、西两部，西部以撒马尔罕为中心，统治河中地区，后被帖木儿帝国所灭。公元 1369年，巴魯剌思氏（Barlas）族的帖木兒（Timur）成為統治者，並把撒馬爾罕建為他未來帝國的首都。 河中地區在14世紀中葉的繁榮，為人所知。在此一时期，蒙古民族和其他民族在此融合。

### 近代
16世纪，大部分时段为乌兹别克人昔班尼的后裔控制，一度臣服于奥斯曼帝国。17世纪至18世纪分别被布哈拉汗国、浩罕汗国、希瓦汗国三个政权统辖，臣服于伊朗萨法维王朝与阿夫沙尔王朝，并曾向清朝纳贡。
1860年代，随着西方列强在中亚殖民扩张，俄罗斯帝国通过战争吞并了希瓦、布哈拉、浩罕三汗国，在河中地区设立了“突厥斯坦总督区”，河中地区被西方称为“俄国突厥斯坦”。

### 现代
1917年俄国二月革命之后俄罗斯帝国灭亡，1917年11月7日十月革命之后，苏维埃俄国建立，1918年土耳其斯坦苏维埃社会主义自治共和国成立。1924年实行民族划分，河中被划入乌兹别克苏维埃社会主义共和国。1991年苏联解体，乌兹别克斯坦共和国成立。

## 宗教
歷史學家馬克·狄更斯（Mark Dickens）指出：
河中地區（Transoxiana）在伊斯蘭時期之前，主要宗教是瑣羅亞斯德教，但是用當地的形式表達。佛教，基督教，摩尼教和玛兹达克教（瑣羅亞斯德教的旁支派別）也有許多信徒，特別是在城市地區。這些最初的宗教多樣性在阿拉伯人征服之後逐漸受到侵蝕。

## 另見
- 七河地區
- 外西北